# 大分県温泉熱利用農業研究所
大分県温泉熱利用農業研究所（おおいたけんおんせんねつりようのうぎょうけんきゅうじょ）は、大分県別府市鉄輪に所在した温泉熱の農業利用のための研究を行う大分県の研究所。現在の大分県農林水産研究センター花き研究所の前身にあたる。

## 沿革
大分県は、豊富な温泉資源の野菜・花き栽培への利用や育種を研究するため、1952年（昭和27年）4月、別府市鉄輪に大分県温泉熱利用農業研究所を設立した。同研究所は当初、十万地獄の熱源を利用していたが、1956年（昭和31年）に研究所内で噴気井を掘削し独自の熱源を得た。
1966年（昭和41年）4月には、野菜の試験を農業技術センターに移管して花き専門の研究所となり、1983年（昭和58年）4月には、大分県温泉熱利用花き園芸試験場に名称を変更した。
1985年（昭和60年）4月には、花き総合指導センターが併設され、1992年（平成4年）4月には温泉熱利用花き園芸試験場と花き総合指導センターとを機関統合して、大分県温泉熱花き研究指導センターあとなった。
2005年（平成17年）4月には、大分県の農林水産業関係の公設試験研究機関が統合されて大分県農林水産研究センターとなり、大分県温泉熱花き研究指導センターはその傘下の花き研究所（大分県農林水産研究指導センター農業研究部花きグループ）となった。